# Hoorn-Noord
Hoorn-Noord is een wijk in de Westfriese stad Hoorn.
De wijk ligt tegen de binnenstad aan. De aanleg begon rond 1910, de laatste delen werden rond 1960 aangelegd. De Merensstraat (oorspronkelijk gepland als Krugerstraat) stamt uit het begin. De arbeidershuizen aan het begin van de Drieboomlaan dateren van rond 1905; de Koepoortsweg telt veel huizen van eind 19e eeuw. De wijk was samen met het Venenlaankwartier de eerste stadsuitbreiding buiten de singels. In Hoorn-Noord is het Westfries Gasthuis gevestigd. Op de plek van het Streekhof stond tot 2004 het Streekziekenhuis, tot de sloop van het ziekenhuis een dependance van het Westfries Gasthuis.
Binnenstad · Grote Waal · Hoorn 80 · Hoorn-Noord · Kersenboogerd-Noord · Kersenboogerd-Zuid · Nieuwe Steen · Risdam-Noord · Risdam-Zuid · Bangert en Oosterpolder · Venenlaankwartier · Westerblokker · Zwaag